# غوستافو إيبانيز
غوستافو إيبانيز (بالإسبانية: Gustavo Ibáñez)‏ هو لاعب كرة قدم أرجنتيني، ولد في 30 يوليو 1979 في توكومان في الأرجنتين. لعب مع كيلمس.

## وصلات خارجية
- غوستافو إيبانيز على موقع قاعدة بيانات كرة القدم.إي يو (الإنجليزية)
- غوستافو إيبانيز على موقع Soccerway.com (الإنجليزية)